# Punta del Perro
Punta del Perro är en udde i Spanien.   Den ligger i provinsen Provincia de Cádiz och regionen Andalusien, i den sydvästra delen av landet, 500 km sydväst om huvudstaden Madrid.
Terrängen inåt land är platt. Havet är nära Punta del Perro åt nordväst. Runt Punta del Perro är det tätbefolkat, med 286 invånare per kvadratkilometer. Närmaste större samhälle är Sanlúcar de Barrameda, 9,3 km nordost om Punta del Perro. Trakten runt Punta del Perro består till största delen av jordbruksmark.